# 戴蒙·亞邦
戴蒙·亞邦，OBE（英語：Damon Albarn，1968年3月23日—）為知名英國音樂人，身兼Blur樂團（中譯：布勒）的主唱、虛擬樂團Gorillaz（中譯：街頭霸王）的主腦、The Good, the Bad & the Queen（中譯：好人壞人與女王）的主唱，更參與了著名中文小說《西遊記》所改編舞台劇的作曲。
2010年，英國《Q》雜誌票選，戴蒙·亞邦為最偉大樂團主唱第四名。因音樂方面的成就而授勳2016年新年榮譽大英帝國勳章（OBE）

## 專輯
個人專輯
- Democrazy （2003）
- Everyday Robots (2014)

合作專輯
- Mali Music（2002年）（和 艾佛·博庫姆 , 圖馬尼·迪亞巴特和朋友）第81名（英國）
- The Good, the Bad & the Queen (2007) (和 東尼·艾倫, 保羅·希蒙諾 與 西蒙·童) 第2名（英國）
- Kinshasa One Two(2011) （DRC音樂的一部分）
- Rocket Juice & the Moon (2012) （和 Flea和東尼·艾倫）
- Maison Des Jeunes (2013) (和 Africa Express)

電影和戲劇配樂
- Ravenous  (1999) (和麥可·尼曼)
- 101 Reykjavík (2002) (和 埃納爾·歐特·貝納迪森)
- Journey to the West (2008) 第5名（英國）
- Dr Dee (2012)

## 外部連結
- Damon Albarn pieces including video interviews on BBC Imagine... （页面存档备份，存于）
- Damon Albarn interview at musicOMH
- Albarn's Mali mission – BBC News （页面存档备份，存于）
- 戴蒙·亞邦在互联网电影资料库（IMDb）上的資料（英文）